# Alonso (Treinta y Tres)
Pour les articles homonymes, voir Alonso.
Alonso, nommé aussi Poblado Alonso ou Poblado Alonzo, est une localité uruguayenne du département de Treinta y Tres.

## Localisation
Situé au centre du département de Treinta y Tres, Alonso se déploie à l’est de la route 8, à environ 8 km au nord de la ville de Treinta y Tres.

## Population
| 2004 | 2011 |
| ---- | ---- |
| 13   | 19   |

## Source
- (es) Cet article est partiellement ou en totalité issu de l’article de Wikipédia en espagnol intitulé « Alonso (Treinta y Tres) » (voir la liste des auteurs).